# 瓦朗普利耶尔
瓦朗普利耶尔（法語：Valempoulières，法語發音：[valɑ̃puljɛʁ]）是法国汝拉省的一个市镇，位于该省东北部，属于隆斯勒索涅区。

## 地理
瓦朗普利耶尔（46°49'33"N, 5°51'49"E）面积16.25 平方千米，位于法国勃艮第-弗朗什-孔泰大區汝拉省，该省份为法国东部内陆省份，北起上索恩省，西北接科多尔省，西临索恩-卢瓦尔省，南至安省，东与杜省和瑞士接壤。
与瓦朗普利耶尔接壤的市镇（或旧市镇、城区）包括：绍-尚帕尼、昂德洛昂蒙塔涅、拉沙特莱讷、萨兰河畔希利、莫兰、蒙特龙、勒帕斯基耶、蓬代里、蒙塔尼地区韦尔。
瓦朗普利耶尔的时区为UTC+01:00、UTC+02:00（夏令时）。

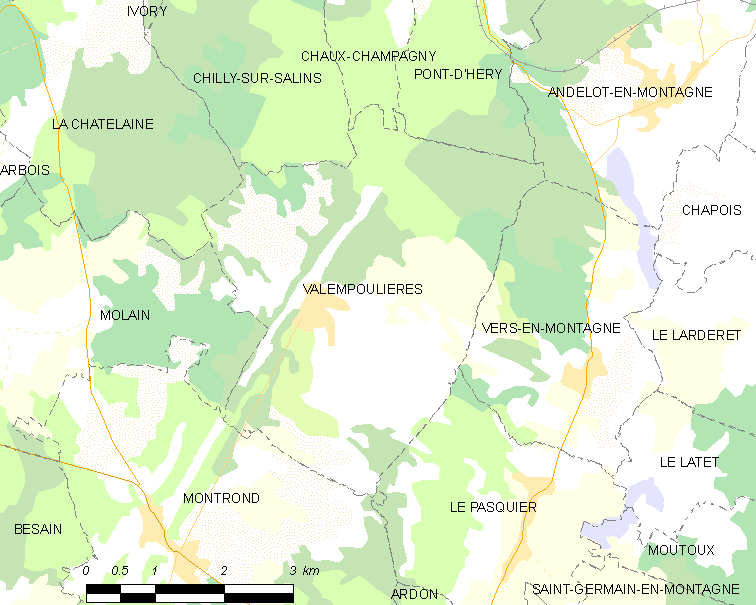
瓦朗普利耶尔的OSM定位图

## 行政
瓦朗普利耶尔的邮政编码为39300，INSEE市镇编码为39540。

## 政治
瓦朗普利耶尔所属的省级选区为尚帕尼奥勒县。

## 人口

1962-2008年间瓦朗普利耶尔人口变化图示

瓦朗普利耶尔于2022年1月1日时的人口数量为205人。

## 交通
汝拉省省道D23线、D23E线、D251E线和D343线在境内交汇。